# Mikuszewo (gromada)
Mikuszewo – dawna gromada, czyli najmniejsza jednostka podziału terytorialnego Polskiej Rzeczypospolitej Ludowej w latach 1954–1972.
Gromady, z gromadzkimi radami narodowymi (GRN) jako organami władzy najniższego stopnia na wsi, funkcjonowały od reformy reorganizującej administrację wiejską przeprowadzonej jesienią 1954 do momentu ich zniesienia z dniem 1 stycznia 1973, tym samym wypierając organizację gminną w latach 1954–1972.
Gromadę Mikuszewo z siedzibą GRN w Mikuszewie utworzono – jako jedną z 8759 gromad na obszarze Polski – w powiecie wrzesińskim w woj. poznańskim, na mocy uchwały nr 42/54 WRN w Poznaniu z dnia 5 października 1954. W skład jednostki weszły obszary dotychczasowych gromad Chlebowo, Czeszewo (bez obszaru włączonego do nowo utworzonej gromady Miłosław), Mikuszewo i Nowawieś Podgórna oraz miejscowość Chrustowo z dotychczasowej gromady Rudki ze zniesionej gminy Miłosław, a także niektóre parcele z karty 3 obrębu Budziłowo (11,46,10 ha) z dotychczasowej gromady Budziłowo oraz niektóre parcele z karty 1 obrębu Cieśle (41,21,51 ha) z dotychczasowej gromady Cieśle ze zniesionej gminy Borzykowo – w tymże powiecie. Dla gromady ustalono 19 członków gromadzkiej rady narodowej.
31 grudnia 1971 gromadę zniesiono, a jej obszar włączono do gromady Miłosław w tymże powiecie.